# 플래시 비디오
플래시 비디오(Flash Video)는 과거에는 매크로미디어사가, 지금은 어도비 시스템즈사가 개발하고 있는 동영상 파일 포맷이다. 이 포맷 파일의 확장자는 .flv, .f4v, .f4p, .f4a, .f4b이다.

## 특징
어도비 플래시(이전에는 "매크로미디어 플래시"라고 불렀음)에서는 플래시 비디오를 다른 미디어 종류와 같게 취급할 수 있다. 또, 파일 안의 다른 객체와 같게 스크립트 처리, 제어를 실행할 수 있다. 현재 리치 콘텐츠(rich contents)의 주류인 플래시 위에서 재생, 표시할 수 있는 것이 큰 특징이다.

## 영향
플래시 비디오가 나오기 이전에는 윈도우 미디어 플레이어나 퀵타임 동영상이 존재하고 많이 쓰였다. 그러나 파일의 특별한 코덱, 플레이어의 플러그인을 요구하는 경우가 있어 특정 프로그램을 설치해야 동영상을 볼 수 있었다.
플래시 MX (버전 6)부터 플래시 비디오 (소렌슨 H.263의 제어판)를 지원한다. 이로써 기존의 문자열과 정지 화면 기반의 인터넷 뼈대가 애니메이션 기반으로 옮겨지면서 웹의 표현 방식이 혁신적으로 바뀌는 한 요인이 되었다. 2004년 뒤로, 유튜브 등의 대기업 동영상 업로드 사이트에서 이 기술을 채용하고 있어 인터넷 상에서의 동영상 재생의 인프라 구축에도 크게 공헌을 하고 있다.

## 규격

### 비디오 종류
- FLV1：소렌슨 H.263
- FLV4：On2 트루모션 VP6

### 오디오 형식
FLV 파일은 PCM, ADPCM, 또는 MP3 형식의 소리 파일 포맷을 포함할 수도 있다.

## 같이 보기
- 어도비 플래시
- 어도비 미디어 플레이어
- 유튜브
- ffdshow
- 리얼플레이어
- H.263
- H.264